# 四方墩遗址
四方墩遗址，位于中华人民共和国甘肃省民勤县，为一个省级文物保护单位，类型为古遗址。
四方墩遗址的历史年代为汉至魏、晋。